# Anass Salah-Eddine
Anass Salah-Eddine (Ámsterdam, 18 de enero de 2002) es un futbolista neerlandés que juega de defensa en la A. S. Roma de la Serie A.

## Selección nacional
Nacido en Países Bajos, es de ascendencia marroquí. Es internacional juvenil con los Países Bajos.

## Estadísticas

### Clubes
Actualizado al último partido disputado el 7 de noviembre de 2024.
| Club                             | Div.          | Temporada     | Liga  | Liga  | Copas nacionales | Copas nacionales | Copas internacionales | Copas internacionales | Total | Total |
| Club                             | Div.          | Temporada     | Part. | Goles | Part.            | Goles            | Part.                 | Goles                 | Part. | Goles |
| -------------------------------- | ------------- | ------------- | ----- | ----- | ---------------- | ---------------- | --------------------- | --------------------- | ----- | ----- |
| Jong Ajax · Países Bajos         | 2.ª           | 2019-20       | 1     | 0     | —                | —                | —                     | —                     | 1     | 0     |
| Jong Ajax · Países Bajos         | 2.ª           | 2020-21       | 3     | 0     | —                | —                | —                     | —                     | 3     | 0     |
| Jong Ajax · Países Bajos         | 2.ª           | 2021-22       | 21    | 1     | —                | —                | —                     | —                     | 21    | 1     |
| Ajax de Ámsterdam · Países Bajos | 1.ª           | 2021-22       | 1     | 0     | 0                | 0                | 0                     | 0                     | 1     | 0     |
| F. C. Twente · Países Bajos      | 1.ª           | 2022-23       | 13    | 0     | 2                | 0                | 1                     | 0                     | 16    | 0     |
| Jong Ajax · Países Bajos         | 2.ª           | 2023-24       | 10    | 1     | —                | —                | —                     | —                     | 10    | 1     |
| Jong Ajax · Países Bajos         | Total club    | Total club    | 35    | 2     | 0                | 0                | 0                     | 0                     | 35    | 2     |
| Ajax de Ámsterdam · Países Bajos | 1.ª           | 2023-24       | 6     | 0     | 0                | 0                | 3                     | 0                     | 9     | 0     |
| Ajax de Ámsterdam · Países Bajos | Total club    | Total club    | 7     | 0     | 0                | 0                | 3                     | 0                     | 10    | 0     |
| F. C. Twente · Países Bajos      | 1.ª           | 2023-24       | 6     | 0     | —                | —                | —                     | —                     | 6     | 0     |
| F. C. Twente · Países Bajos      | 1.ª           | 2024-25       | 11    | 2     | 0                | 0                | 6                     | 0                     | 17    | 2     |
| F. C. Twente · Países Bajos      | Total club    | Total club    | 30    | 2     | 2                | 0                | 7                     | 0                     | 39    | 2     |
| Total carrera                    | Total carrera | Total carrera | 72    | 4     | 2                | 0                | 10                    | 0                     | 84    | 4     |

## Palmarés

### Títulos internacionales
| Título                                 | Equipo              | Sede    | Año  |
| -------------------------------------- | ------------------- | ------- | ---- |
| Campeonato de Europa Sub-17 de la UEFA | Países Bajos sub-17 | Irlanda | 2019 |